# Santorio Santorio
Santorio Santorio (29. března 1561 Koper – 22. února 1636 Benátky) byl italský lékař a vynálezce.
Narodil se ve městě Capodistria (od roku 1954 Koper), patřícím tehdy Benátské republice. Jeho otec byl zámožný šlechtic a důstojník a umožnil mu studium na Padovské univerzitě, kde Santorio roku 1582 promoval na lékařské fakultě. Přátelil se s renesančními učenci, jako byli Galileo Galilei nebo Giambattista della Porta. Vytvořil nový obor nazvaný iatrofyzika, který spojoval Galénovo učení s postupy moderní exaktní vědy.
Od roku 1611 vyučoval medicínu na Padovské univerzitě, roku 1614 publikoval svoji stěžejní práci Ars de statica medicina. Navázal v ní na starověkou teorii o tělesných tekutinách ovlivňujících lidské zdraví a snažil se co nejpřesněji měřit jejich vzájemný poměr. Zdokonalil Galileův teploměr, který opatřil stupnicí, vynalezl chirurgický nástroj trokar, koupací postel a pulsilogium jako nástroj k měření tepové frekvence. Pro sledování procesů metabolismu sestrojil „vážicí židli“: díky ní zjistil, že množství potravy, kterou za den snědl, výrazně převyšuje váhu výkalů i jeho přibývání hmotnosti dohromady, což vysvětloval tím, že tělo se přebytečných látek zbavuje „nepostřehnutelným vydechováním“. Byl tak průkopníkem experimentu a přesného měření jako lékařských metod.